# هربرت بینکرت
هربرت بینکرت (آلمانی: Herbert Binkert؛ زادهٔ ۳ سپتامبر ۱۹۲۳ – درگذشته ۴ ژانویهٔ ۲۰۲۰) یک بازیکن و سرمربی فوتبال اهل آلمان بود.
از باشگاه‌هایی که در آن بازی کرده‌است می‌توان به باشگاه فوتبال اشتوتگارت، باشگاه فوتبال زاربروکن و باشگاه فوتبال کارلسروهه اشاره کرد.
وی همچنین در تیم ملی فوتبال زارلند بازی کرده است.